# Gli amanti dei 5 mari
Gli amanti dei 5 mari (The Sea Chase) è un film del 1955 diretto da John Farrow, con John Wayne, Lana Turner e David Farrar. È basato sul romanzo del 1948 The Sea Chase di Andrew Geer.

## Trama
All'inizio della seconda guerra mondiale, il capitano di un mercantile tedesco, Karl Ehrlich, tenta di riportare la sua nave in Germania attraverso una morsa di navi da guerra alleate.

## Produzione
Il film, diretto da John Farrow su una sceneggiatura di James Warner Bellah e John Twist con il soggetto di Andrew Geer (autore del romanzo), fu prodotto da John Farrow per la Warner Bros. Pictures e girato alle Hawaii e a Sydney in Australia dal settembre al dicembre del 1954 con un budget stimato in 6 milioni di dollari. L'immaginaria nave da guerra HMS Rockhampton era in realtà da la HMCS New Glasgow, una Classe River anti-sommergibile costruita in Canada in tempo di guerra.

## Distribuzione
Il film fu distribuito negli Stati Uniti il 4 giugno 1955 dalla Warner Bros. Pictures.
Le altre uscite internazionali del film sono state:
- nel Regno Unito il 22 agosto 1955
- in Germania Ovest il 1º settembre 1955 (Der Seefuchs)
- in Giappone il 7 settembre 1955
- in Francia il 30 settembre 1955 (Le renard des océans)
- in Portogallo l'11 ottobre 1955 (A Raposa dos Mares)
- in Finlandia il 25 novembre 1955 (Kohti tuntematonta)
- in Svezia il 26 dicembre 1955 (Jakten över havet)
- in Austria nel gennaio del 1956 (Der See-Fuchs)
- in Turchia nel gennaio del 1956 (Casus avi)
- in Belgio il 20 gennaio 1956 (Jacht op zee e Poursuite en mer)
- in Danimarca il 28 luglio 1958 (Jagten over havet)
- in Spagna il 19 maggio 1959 (El Zorro de los océanos)
- in Canada (Le renard des océans)
- in Cile (Cacería en el Mar)
- in Argentina (La cacería)
- in Brasile (Mares Violentos)
- in Polonia (Morski poscig)
- in Ungheria (Tengeri vadászat)
- in Italia (Gli amanti dei cinque mari)

## Critica
Secondo il Morandini c'è un "Wayne fuori parte in divisa germanica in un curioso dramma di avventure marinaresche".

## Promozione
Le tagline sono:
- "The elusive Sea Captain and his blonde woman in an explosive, suspense-packed story of high daring on the high seas!".
- "JOHN WAYNE - a skipper sworn never to be taken! LANA TURNER - the fuse of his floating time-bomb!".
- "He was a skipper sworn never to be taken! She was the fuse of his floating time-bomb!".